# Leon Szyguła
Leon (Leonard) Szyguła (ur. 25 listopada 1916, zm. 8 czerwca 1968 w Warszawie) – polski działacz partyjny, prokurator, poseł w Belgii (1948–1956), ambasador w Bułgarii (1956–1957). 

## Życiorys
Kapitan rezerwy Ludowego Wojska Polskiego. Współorganizator i I sekretarz Komitetu Miejskiego Polskiej Zjednoczonej Partii Robotniczej w Lesznie. Członek Komitetu Wojewódzkiego Polskiej Partii Robotniczej oraz PZPR w Olsztynie.
W latach 1946–1948 był dyrektorem Wojewódzkiego Urzędu Kontroli Prasy, Publikacji i Widowisk w Olsztynie oraz szefem Prokuratury Apelacyjnej tamże. Pracował jako dyrektor departamentu w Ministerstwie Sprawiedliwości oraz w Urzędzie Rady Ministrów. Od 1948 do 1956 pełnił funkcję posła w Belgii, a od 21 maja 1956 do 6 marca 1957 ambasadora w Bułgarii. Następnie pracował jako radca prawny Okręgowego Związku Spółdzielni Inwalidów w Warszawie.
Syn Pawła. Mąż Hanny, ojciec Ryszarda. Pochowany na Cmentarzu Wojskowym na Powązkach w Warszawie.

## Odznaczenia
- Medal 10-lecia Polski Ludowej (1955)[2][4]
- Krzyż Kawalerski Orderu Odrodzenia Polski „za zasługi w pracy społeczno-politycznej i zawodowej” (1956)[2][6]